# ブルマイスターツヤクワガタ

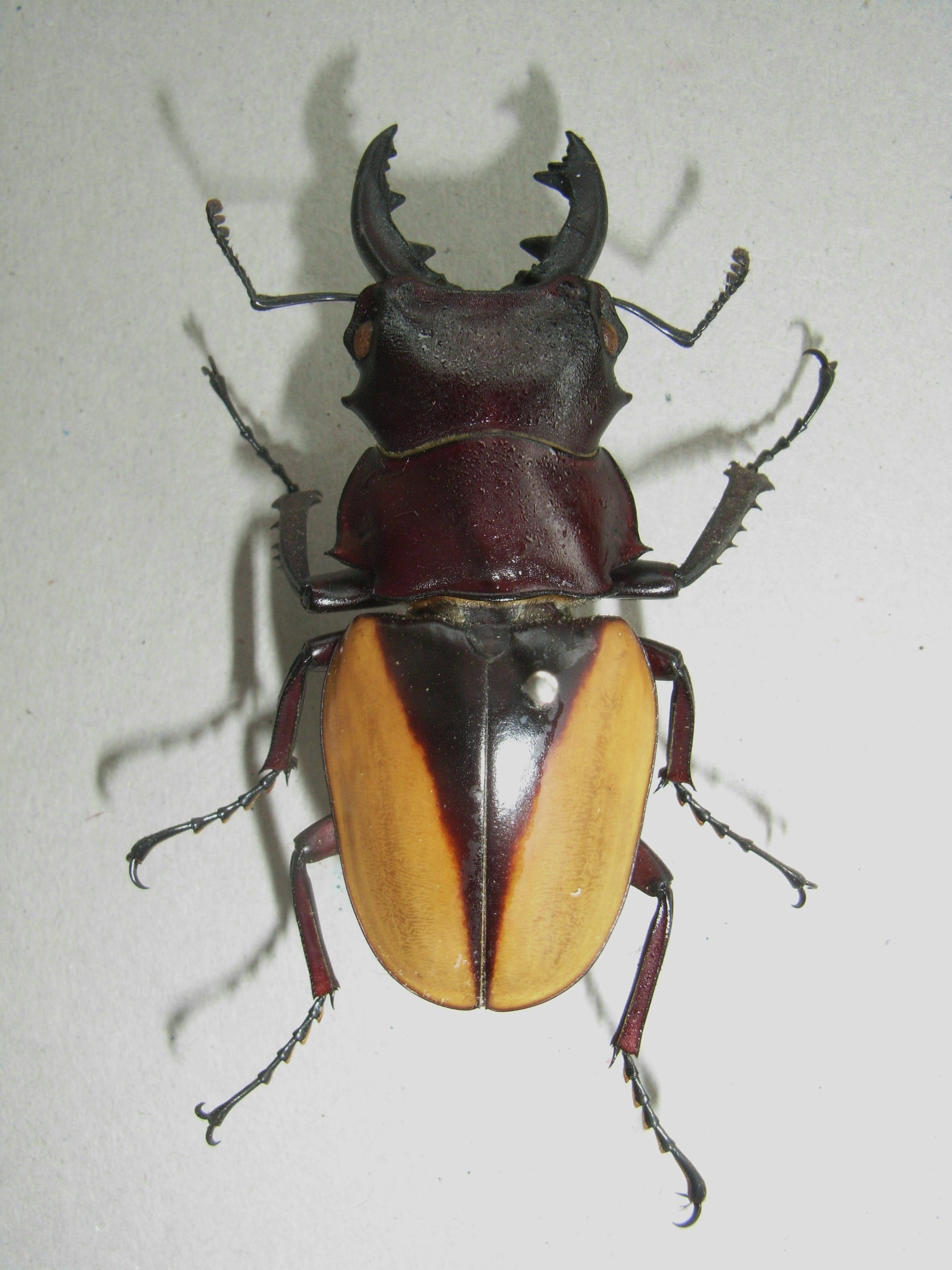
中歯型

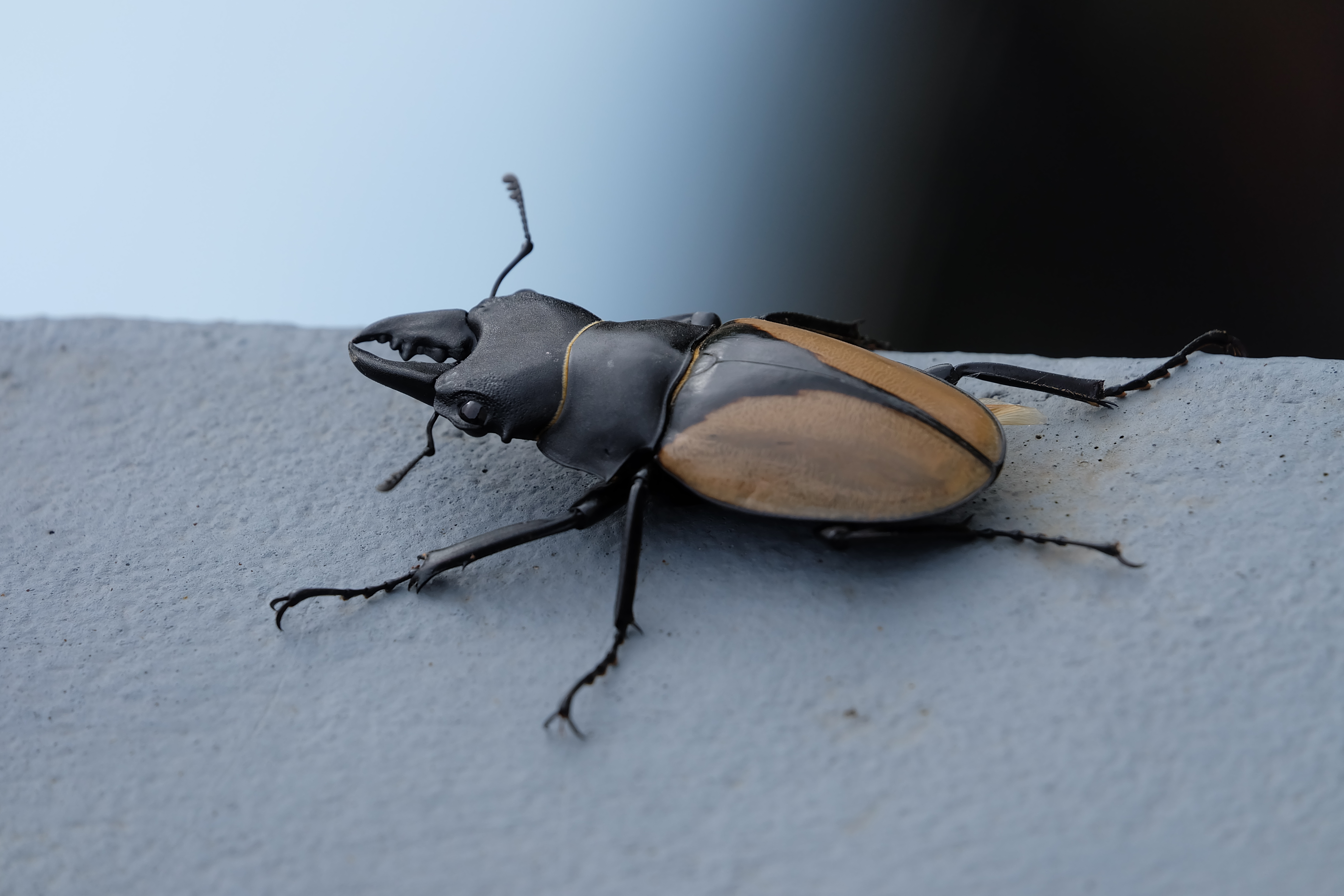
原歯型

ブルマイスターツヤクワガタ（学名：Odontolabis burmeisteri）は、昆虫綱甲虫目クワガタムシ科ツヤクワガタ属に分類されるクワガタムシ。
古い図鑑ではインドオニツヤクワガタと呼ばれ、他にもブルメイスターツヤクワガタとも呼ばれる事が多い。

## 分布
インド南部に生息し、熱帯地域にある標高の高い雨林帯を住処にしている。

## 形態
インドに分布するクワガタムシではギラファノコギリクワガタ（亜種　P g nilgiriensis）と並ぶ最大種で、ツヤクワガタの仲間ではアルケスツヤクワガタや、インターメディアツヤクワガタと並んで最大級となり、体長が最大で109mm近くに達する個体もいて、インターメディアと並び、ツヤクワガタ属の中で最長となり、翅に頭部、胸部とは違う色彩を持つクワガタムシとしては世界最大である。
成虫の上翅は大きく2色に色分けされ、生きている間、外側半分程度は透き通るような不規則な模様の入った明るいオレンジ色になるのに対し、会合線に近い半分程度は黒くて二等辺三角形の模様となる。この色調は雌雄とも大きな差がない。
雄成虫の大顎は、原歯型から長歯型まで多様な形状・大きさの変化を見せ、小型や中型個体では中歯型と呼ばれる左右非対称になる場合がある。大型個体では先端部に4本ほど内歯が発達し、中央部と基部にも内歯が生じる。

## 近縁種
同地域には、デレッセルツヤクワガタ (Odontolabis delessertii Guerin, 1843) や、ベルシカラーツヤクワガタ (O. versicolor) が生息し、本種と同じく、大型個体の長い大顎と、上翅の色の明るいオレンジが特色である。

## 生態
野生における詳しい生態は明らかではない。
近年の分子系統解析の結果、ツヤクワガタ属はツヤクワガタ亜族に分類され、マルバネクワガタ属と近縁である（荒谷、2017）。マルバネクワガタと同様に、幼虫は白色腐朽材の腐植（樹洞や立枯れの根際や倒木の下にたまった泥状の腐植物）食性であると考えられている。

## 生活環
自然下での生活環はあまり解明されていない。成虫出現時期は8-10月。

## 人間との関係
ペットとして飼われることもあるが、輸出ルートの関係から、一般にはあまり出回らないことも影響し、本属の昆虫としては比較的高額で売買されることもある。
なお本種の生息するインドの熱帯雨林はベンガルトラの生息域でもあるため、現地に採集に行くのは危険である。このことも市場の流通量が少ないことに拍車をかけている。
本種を飼育する場合、幼虫・成虫ともに、28℃を超えるような高温環境、15℃以下の低温環境に弱く、温度管理は必須である。
幼虫はマルバネクワガタのような腐植食性である。発酵の浅いマットや菌糸瓶は消化・吸収することができない。